# Umm al-Amad
Umm Al-Amad o el 'Amed (àrab: ام العمد, Umm al-ʿAmad) o Umm al Auamid o el-Awamid (àrab: أم العواميد, Umm al-ʿAwāmid) és un jaciment arqueològic del període hel·lenístic, prop de la ciutat de Naqoura, al Líban. El van descobrir en la dècada del 1770 i fou excavat el 1861. És un dels jaciments arqueològics més estudiats de les terres centrals de Fenícia.

## Descripció
El jaciment d'Umm Al-Amad té més de sis hectàrees. Moltes de les seues troballes són al Museu Nacional de Beirut i al Louvre. El lloc conté dos temples, el Temple de Milk'ashtart i el Temple Oriental, amb la Capella del Tron, que degueren ser construïts entre 287 i 222 ae. S'han trobat 23 esteles que representen persones alçades en un «gest d'adoració», totes del 400 al 100 ae.

## Història

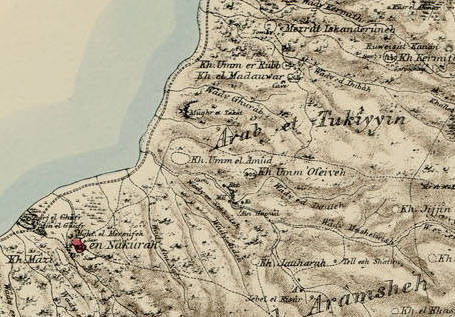
Umm al-Amad en un mapa del 1880

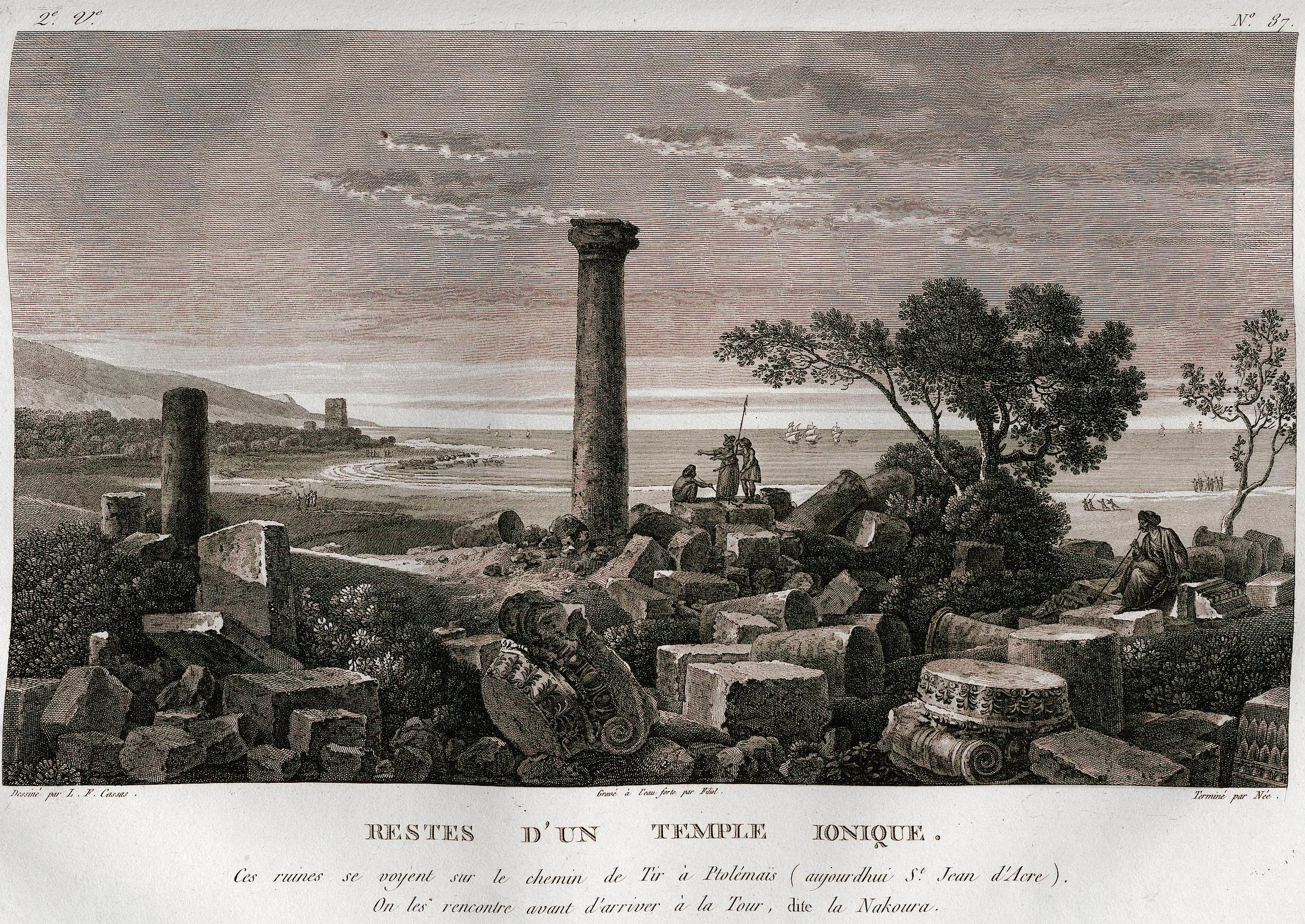
Ruïnes en la dècada del 1780, per Louis-François Cassas

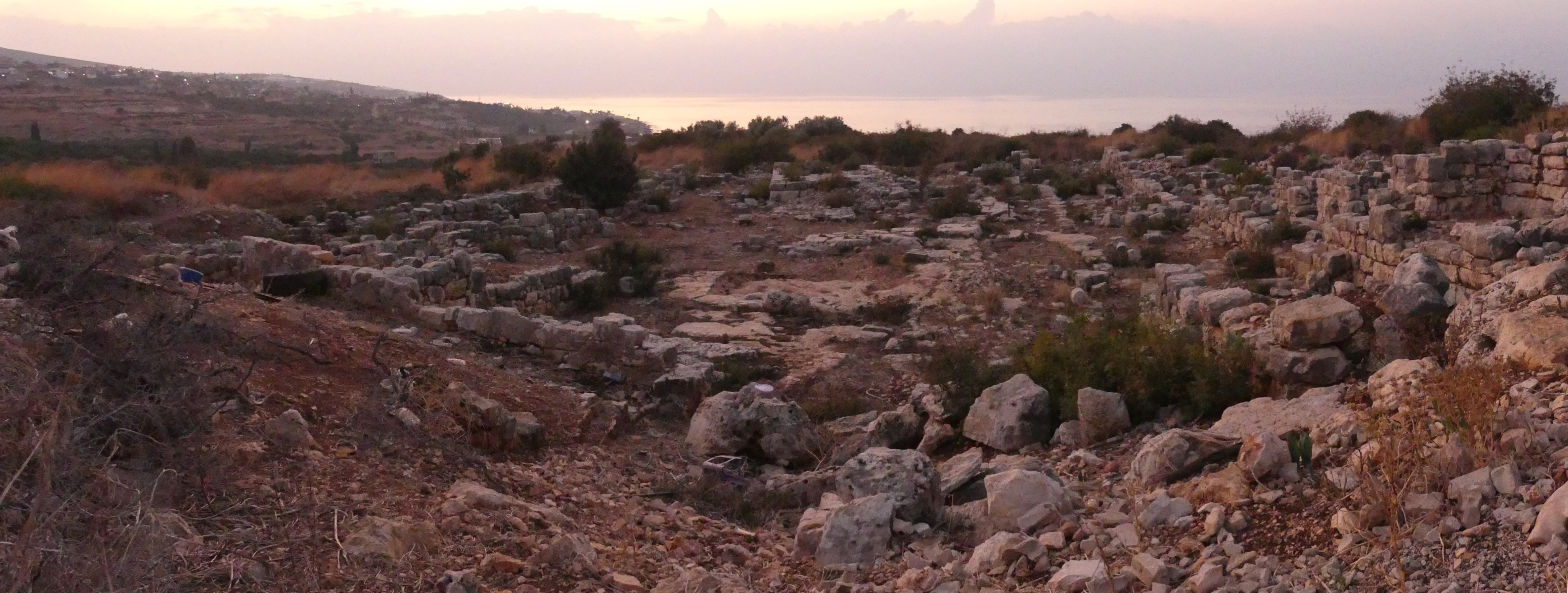
Ruïnes del Temple oriental (2019)

Sembla que Umm Al-Amad es va construir en el període persa o hel·lenístic, tot i que alguns erudits han apostat per un període anterior. No s'han descobert edificacions de l'època romana, però sí que hi ha proves de la reocupació romana d'Orient. El nom originari de l'indret és incert: pot haver estat Hammon (Josué, 19.28) o Alexandrouskene.(1)
Umm Al-Amad fou dibuixat per primera vegada en l'època moderna en la dècada del 1780 per Louis-François Cassas.(1) Melchior de Vogüé explorà el jaciment al 1853, i fou excavat per primera vegada el 1861 per Ernest Renan en la seua Mission de Phénicie. Es va detenir quan descobrí que les restes no eren més antigues que l'edat hel·lenística.
El 1881, el Survey of Palestine del Fons per a l'Exploració de Palestina descrigué el jaciment com a «ruïnes extenses» i n'assenyalà «rastres d'aqüeductes».
Eustache de Lorey excavà l'indret al 1921, però publicà només fotografies del seu treball. Maurice Dunand dirigí les excavacions entre 1943 i 1945.
Ali Badawi, arqueòleg cap durant molt de temps al sud del Líban per la Direcció General d'Antiguitats del Ministeri de Cultura, va dir:
«Es troben les restes de la ciutat coneguda com a Oum Al-Amed, que daten del segle II ae, si no abans. La ciutat fou un centre religiós d'un culte fenici, especialment el del déu Baal Hamon, el record del qual perdura en una vall propera coneguda com a Wadi Hamol (la Vall d'Hamol). El jaciment encara conté restes de dos temples importants, així com altres edificis, que daten dels segles II i III ae, i en representa el darrer de la cultura fenícia sota el domini dels grecs. S'hi van descobrir esteles amb inscripcions fenícies i un important rellotge de sol.»

## Galeria

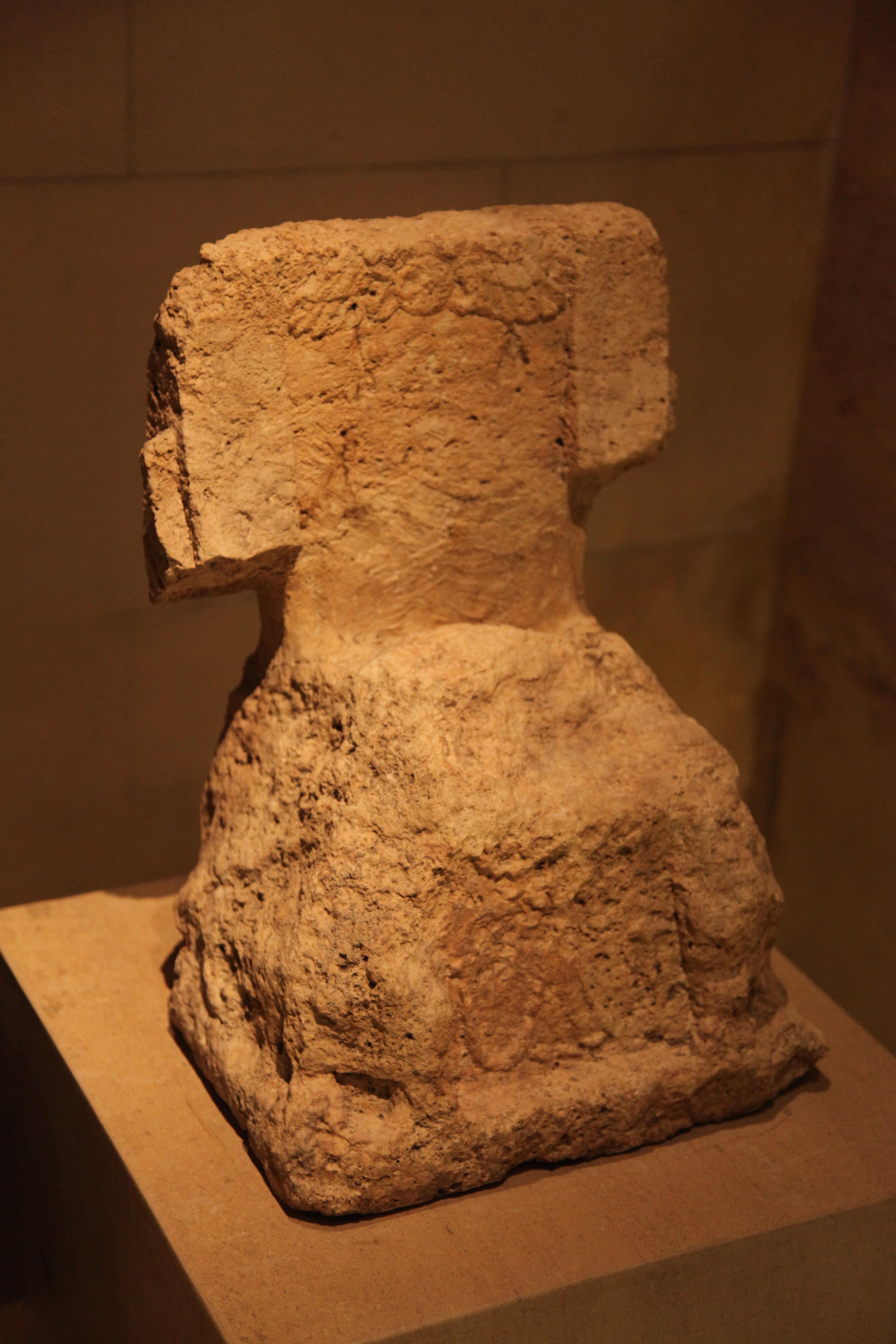
Tron d'Astarte al Louvre
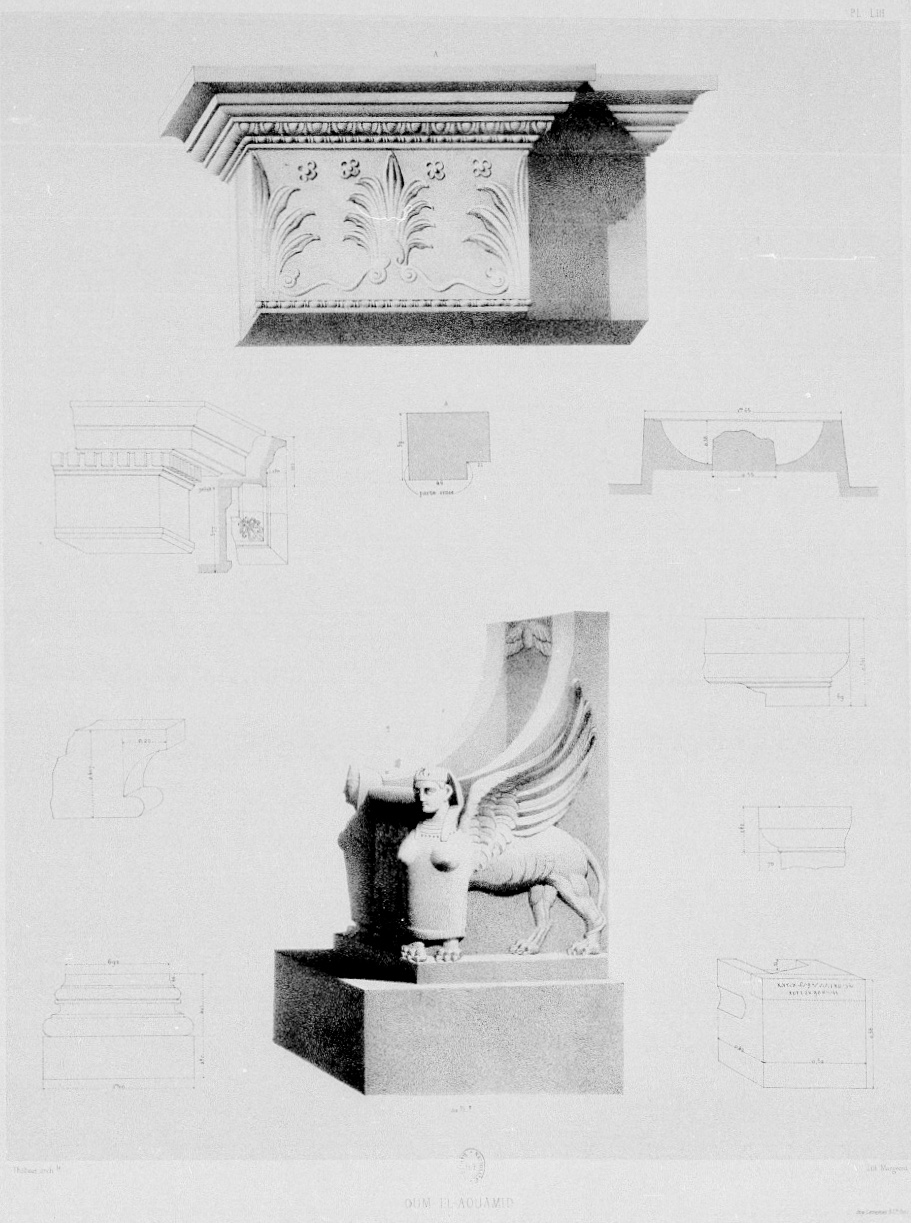
Reconstrucció del Tron d'Astarte
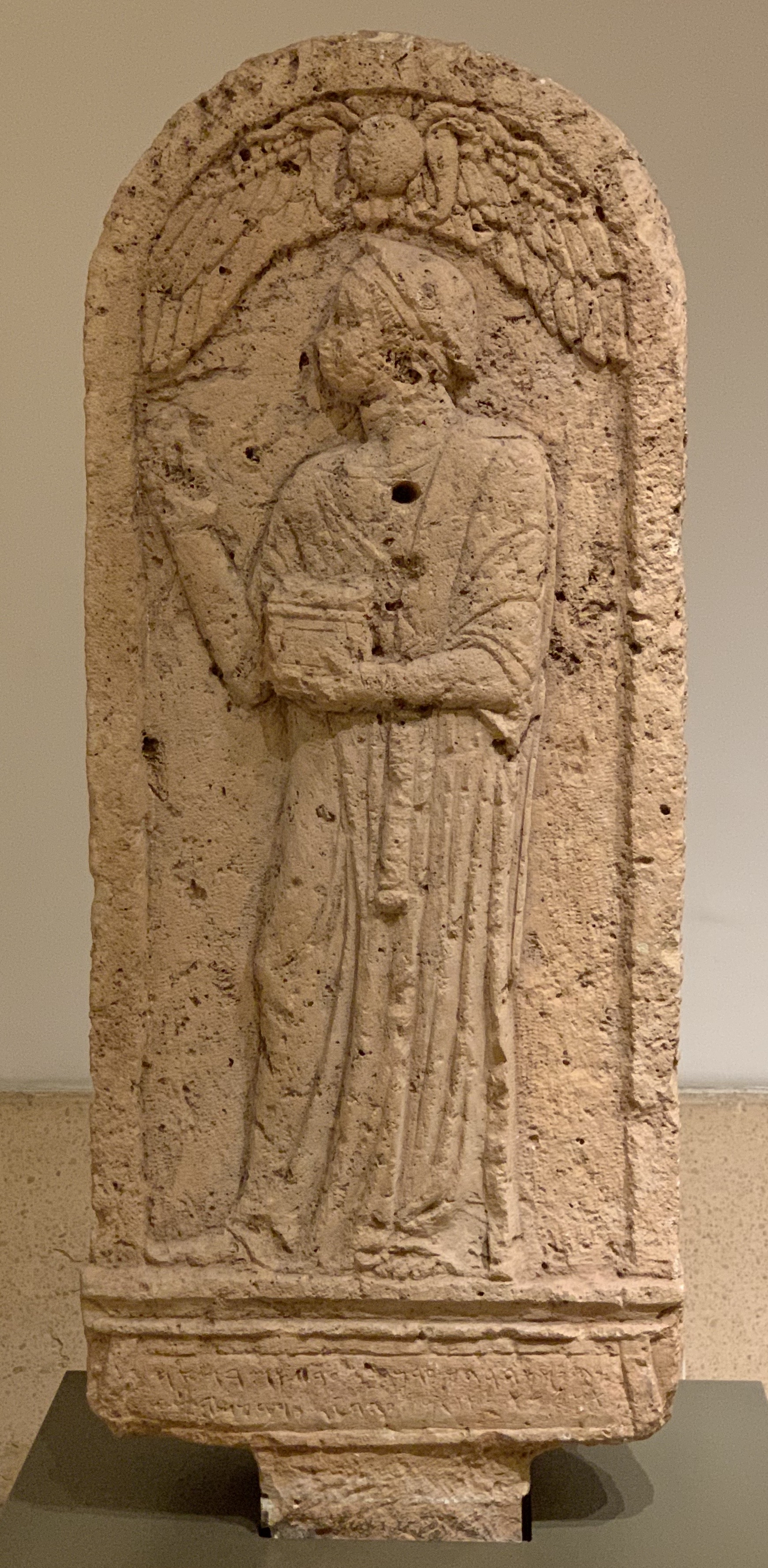
Estela funerària amb inscripció fenícia al Museu Nacional de Beirut: «A Baalshamar, fill d''Abdosir ... cap dels portadors»
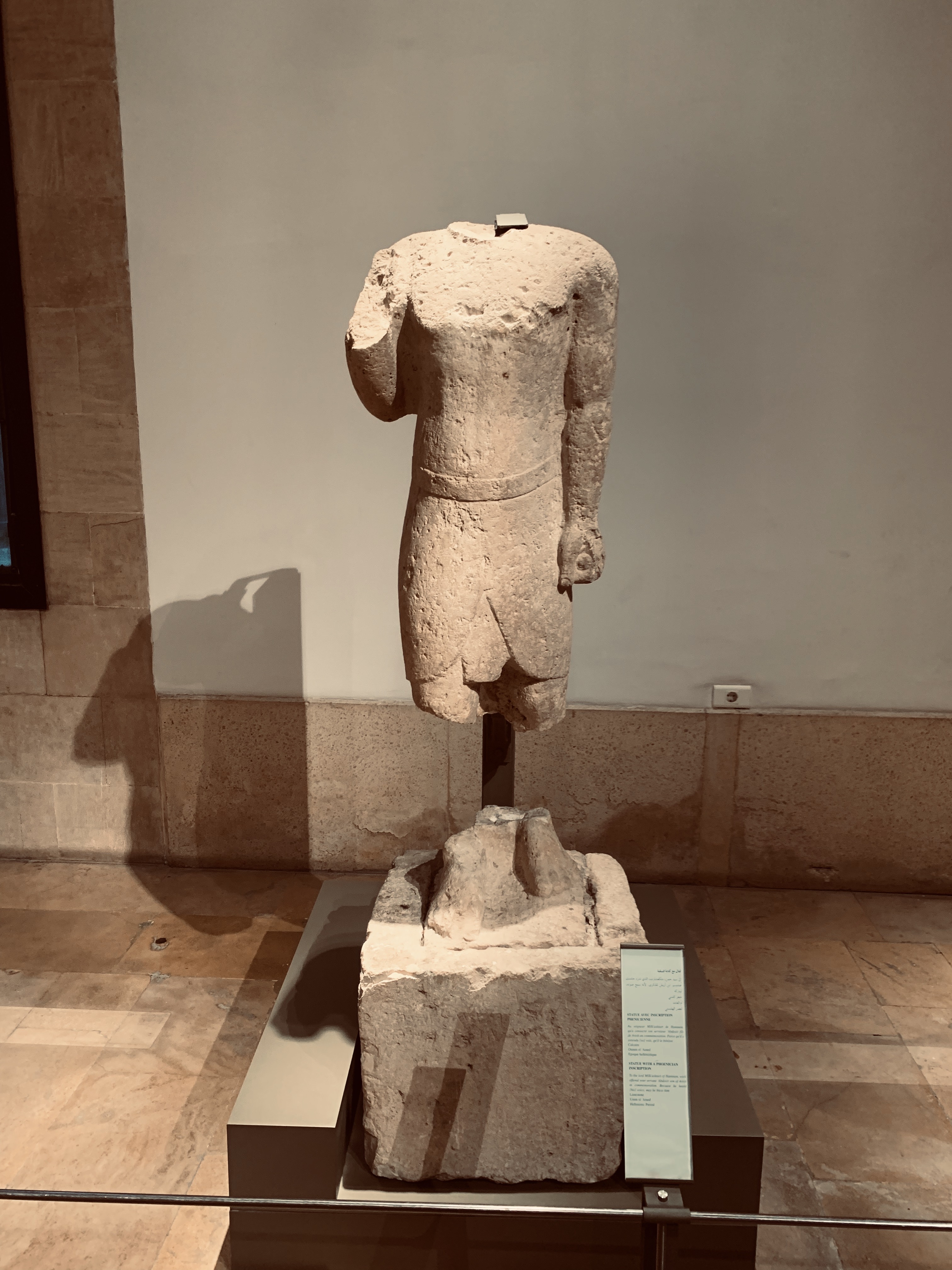
Una estàtua amb una inscripció fenícia al Museu Nacional de Beirut
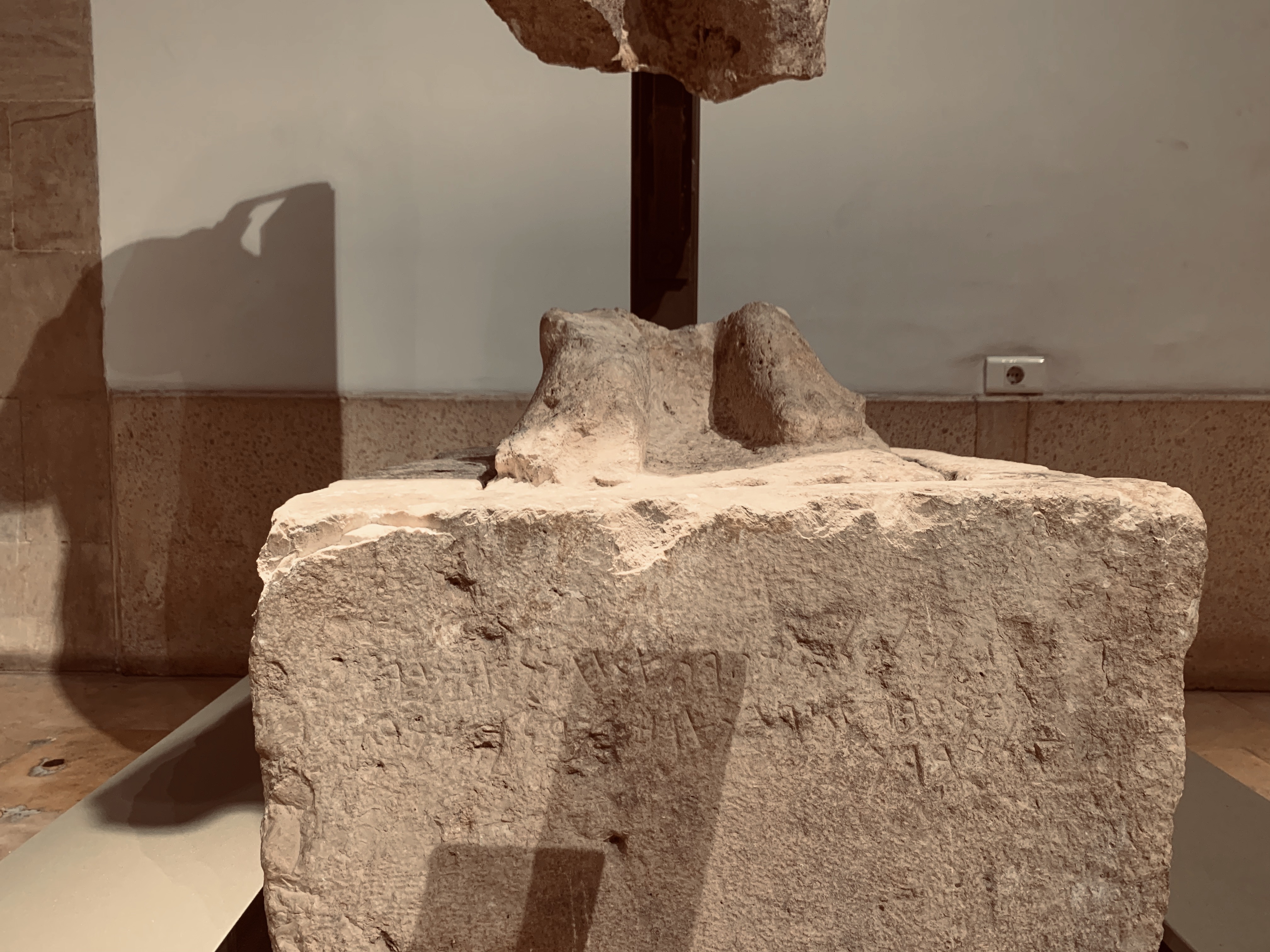
Un primer pla de la inscripció
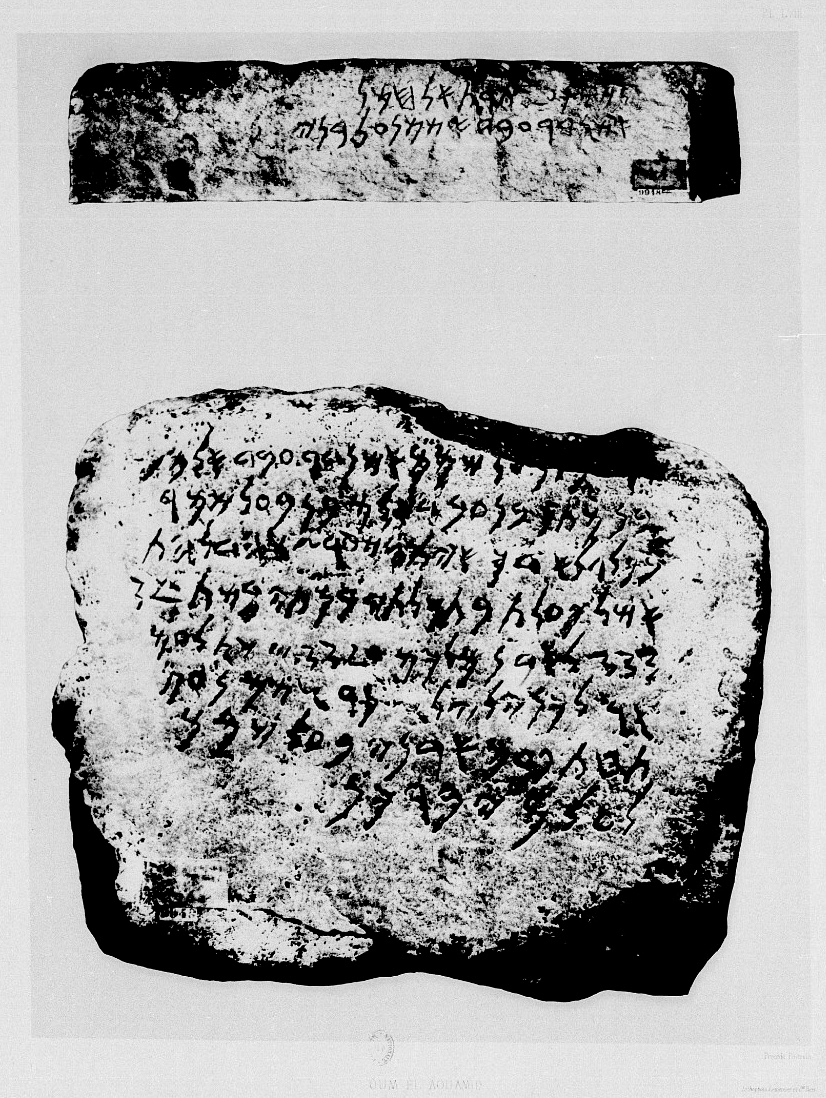
Inscripció KAI 18
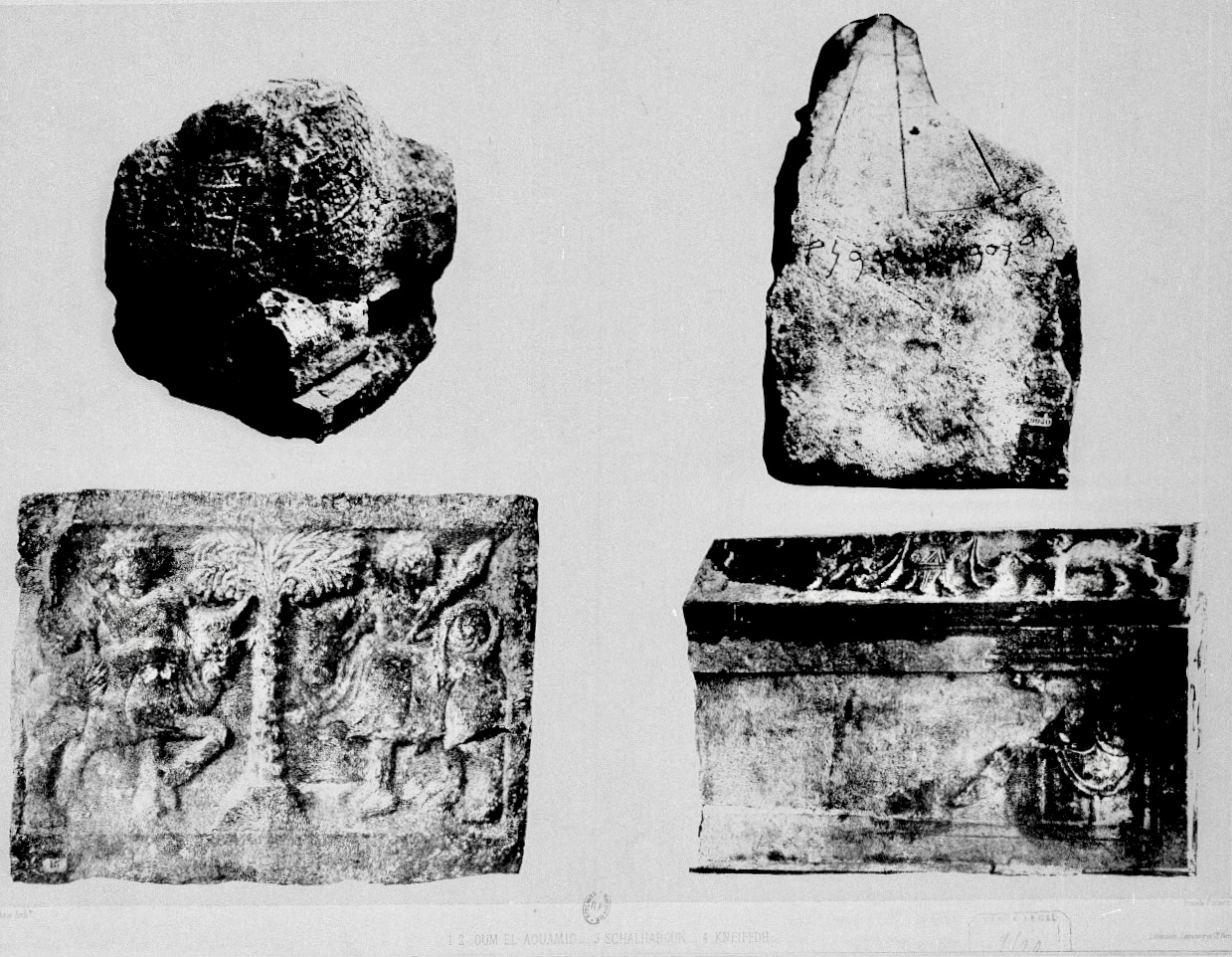
Objectes descoberts per Ernest Renan
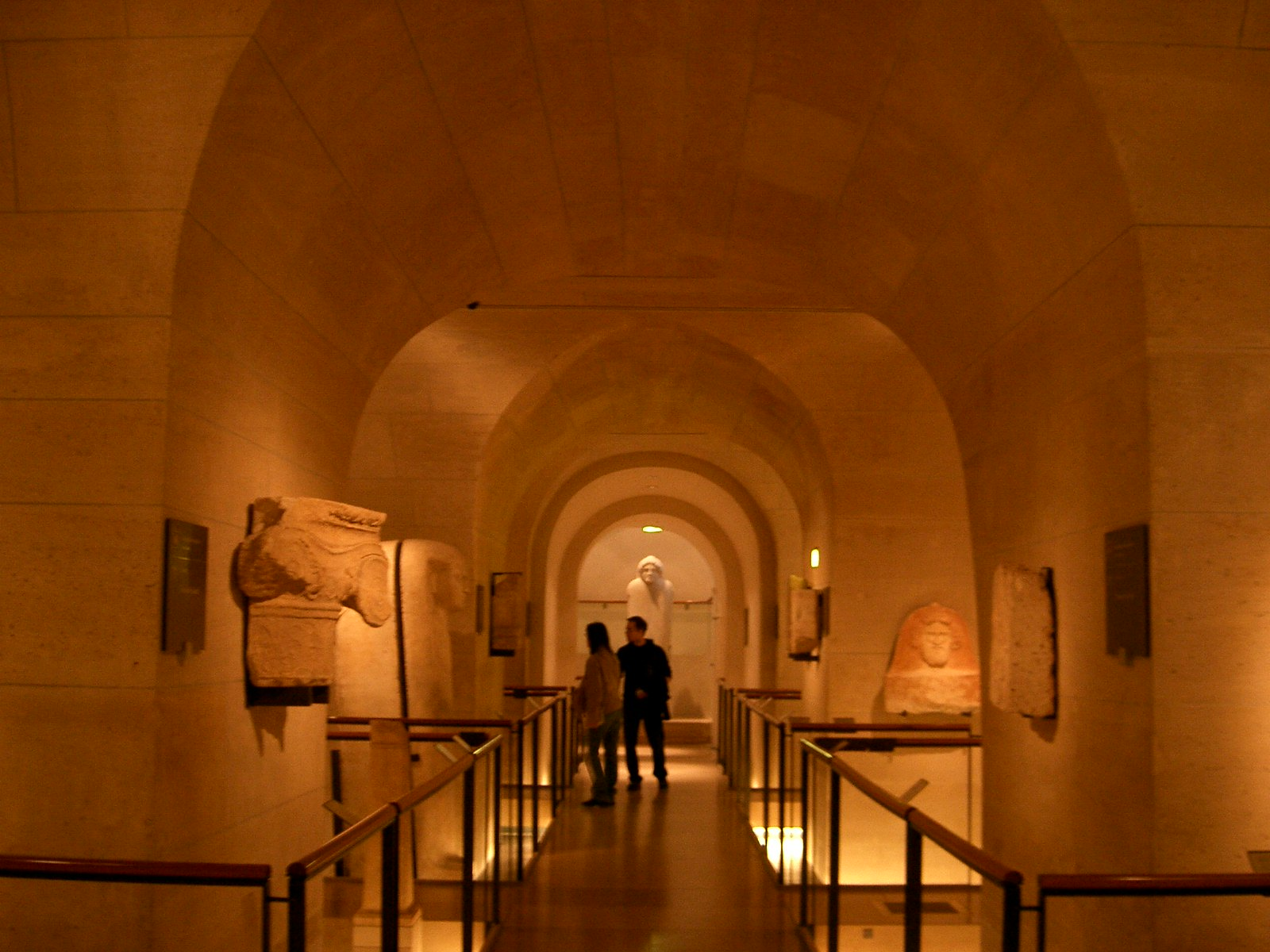
El Louvre; el capitell jònic de l'esquerra és d'Umm al-Amad
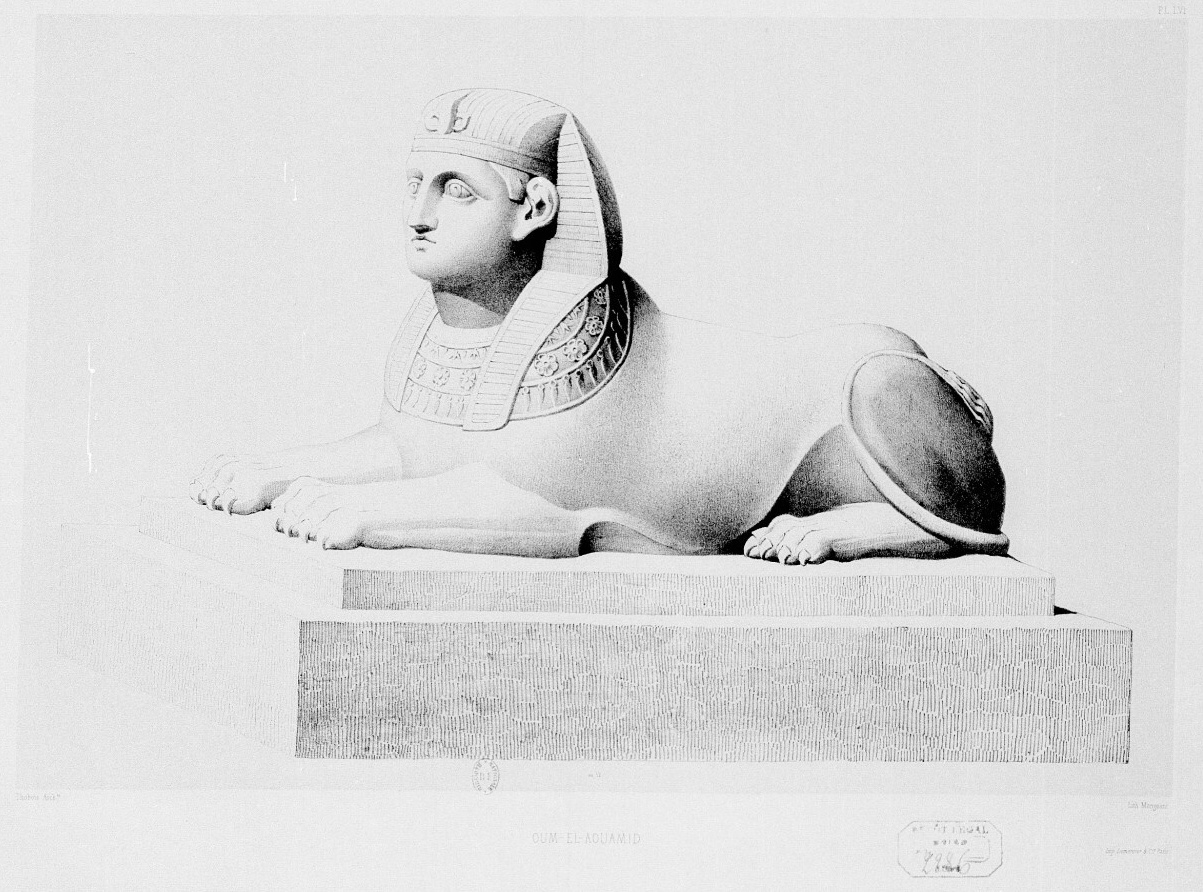
Reconstrucció d'una esfinx d'Umm al-Amad
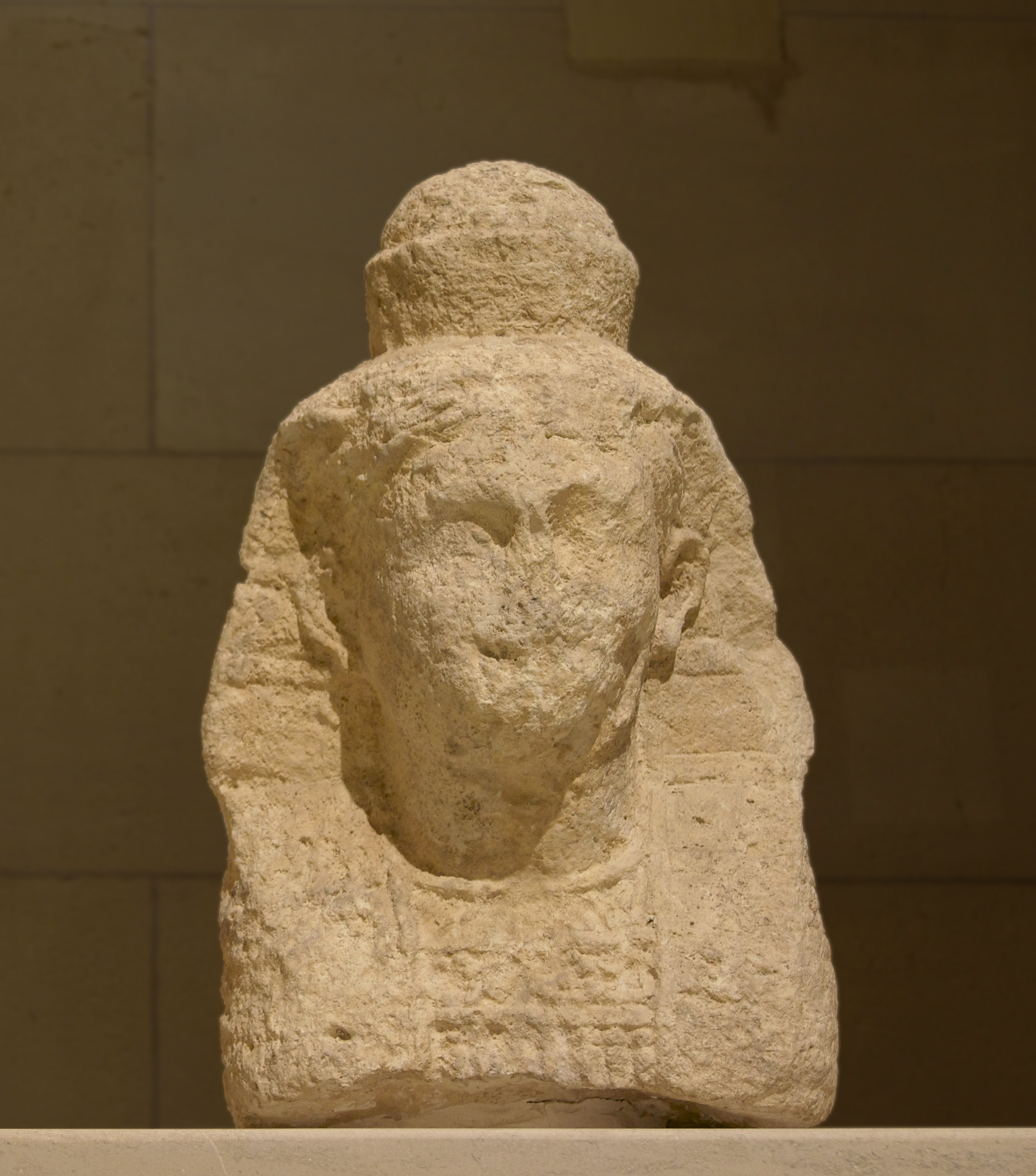
Cap d'esfinx d'un tron d'Astarte
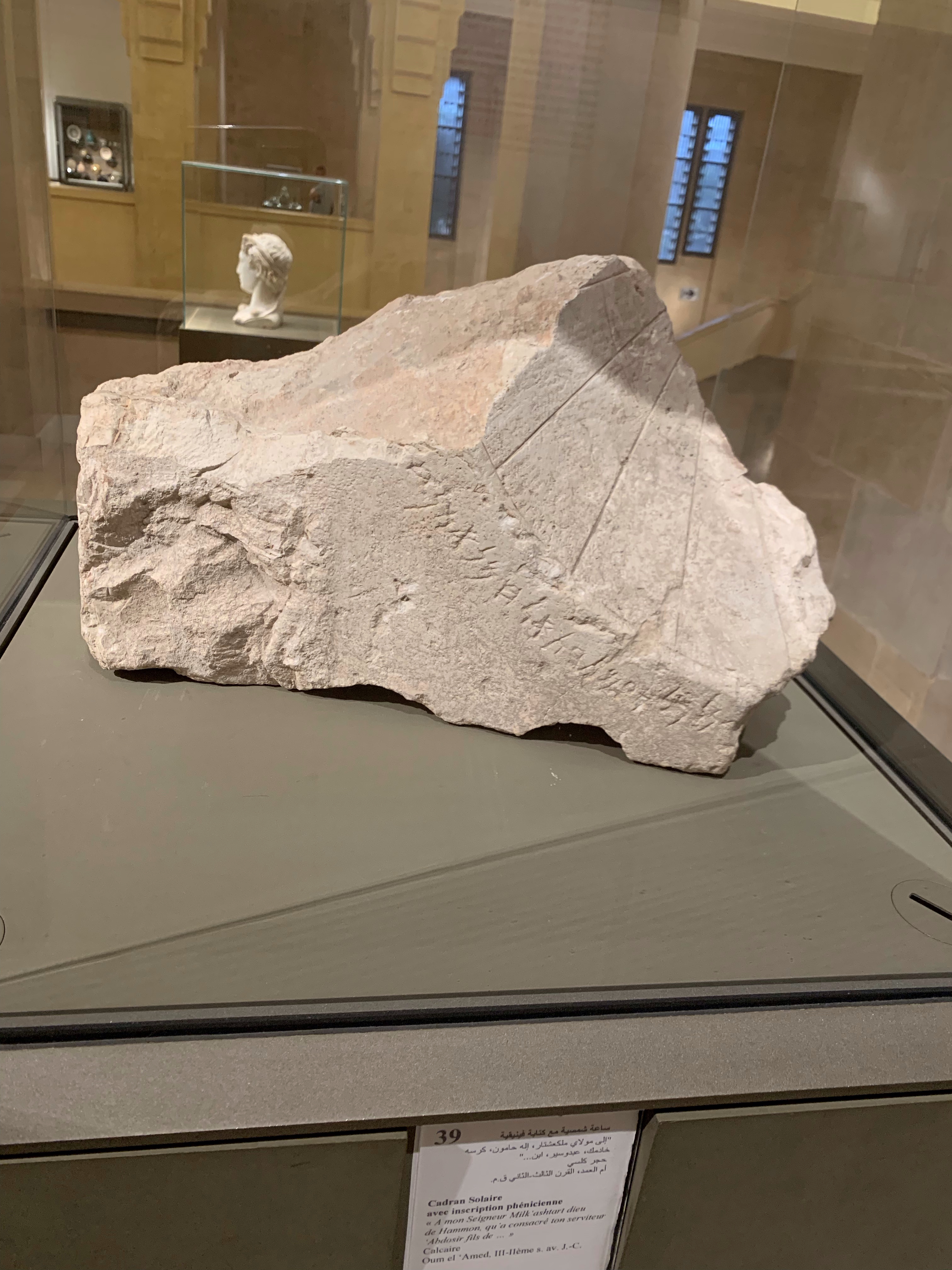
Pedra d'esfera solar
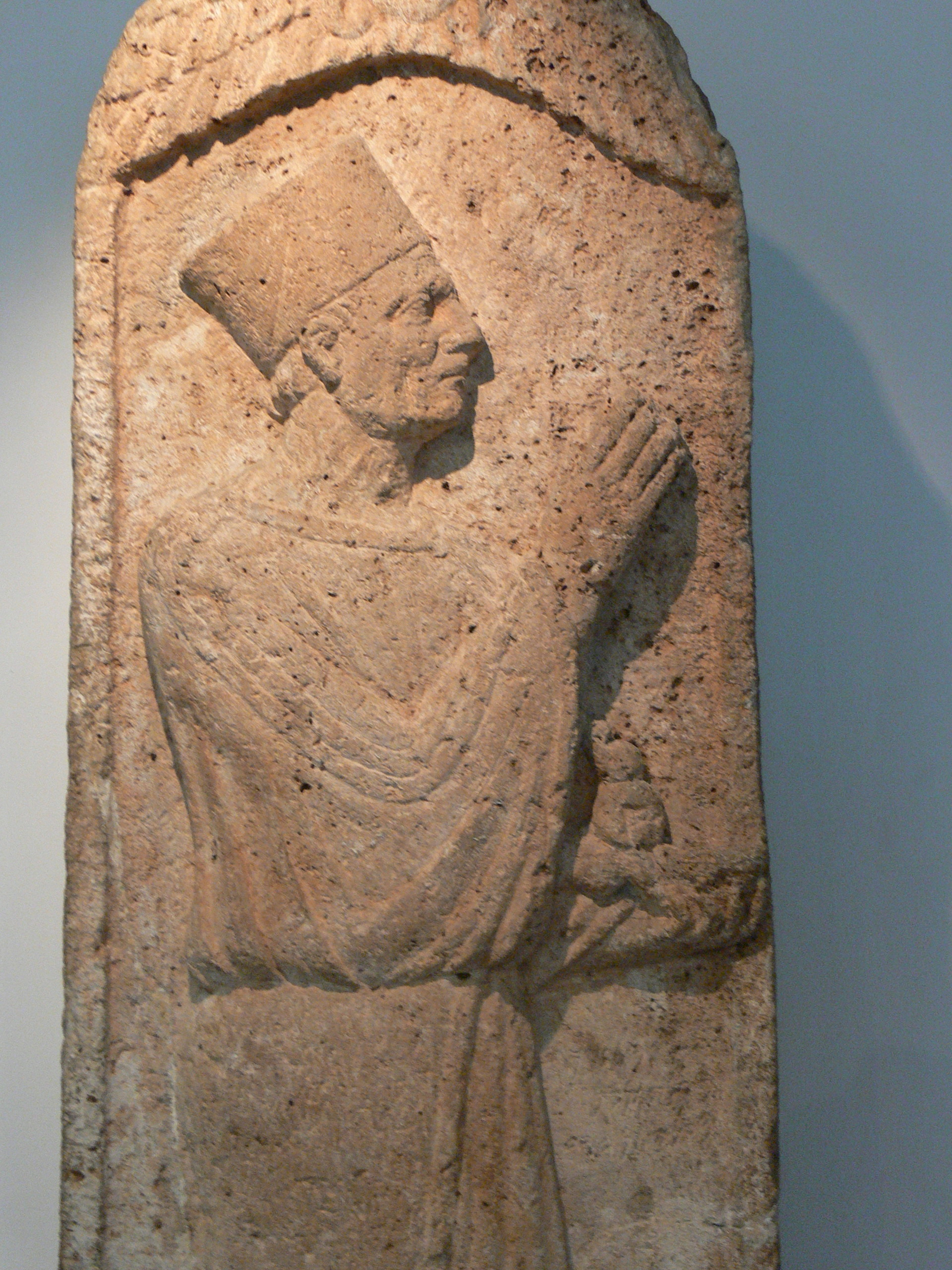
Estela funerària de Baalyaton a la Ny Carlsberg Glyptotek